# Al Butnan
Al Butnan (arabisk: البطنان) er en kommune i Libyen. Kommunen har 116.106 indbyggere, og vigtigste by i kommunen er Tobruk. Kommunen har kystlinje i nord mod Middelhavet, og grænser i øst mod Egypten. Al Butnan grænser også mod fire andre libyske kommuner.
30°N 24°Ø / 30°N 24°Ø